# Esther González Rodríguez
Esther González Rodríguez   (Huéscar, 8 de desembre de 1992) és una futbolista espanyola que juga com a davantera al Gotham FC de la National Women's Soccer League dels Estats Units d'Amèrica i amb la selecció espanyola.
Ha guanyat tres lligues i una Copa de la Reina amb l'Atlètico de Madrid, a més, és subcampiona d'Europa sub-17 i va ser campiona del món el 2023.